# Amata inversa
Amata inversa là một loài bướm đêm thuộc phân họ Arctiinae, họ Erebidae.